# Nanocladius downesi
Nanocladius downesi är en tvåvingeart som först beskrevs av Wallace A. Steffan 1965.  Nanocladius downesi ingår i släktet Nanocladius och familjen fjädermyggor. Inga underarter finns listade i Catalogue of Life.